# Relations entre les États-Unis et le Vietnam
Les relations entre les États-Unis et le Viêt Nam sont principalement marquées par la guerre du Viêt Nam (1954-1975). Après vingt années de diplomatie passive, l'administration Clinton a engagé en 1995 un réchauffement des relations. L'embargo économique américain a en effet été levé en février 1994, suivie par l'essor des volumes d'échanges entre les deux pays dans les années suivantes. Le non-respect des droits de l'homme et la répression des dissidents par le gouvernement vietnamien reste néanmoins un point majeur de discorde entre les deux États. Les États-Unis ont un consulat-général à Hô-Chi-Minh-Ville et le Viêt Nam un consulat à San Francisco.

## Relations économiques
C'est à partir d'avril 1994 que les relations économiques ont réellement démarré et sont depuis en hausse constante. Cette année-la, les États-Unis ont exporté 172,9 millions de dollars américains de marchandises vers le Viêt Nam et ont importé 50,5 millions USD de marchandises en provenance du Viêt Nam. 
En 2006, les exportations américaines vers ce pays s’élèvent à 1,1 milliard de dollars américains de marchandises vers le Viêt Nam et les importations à 8,6 milliards USD. 
De même, les entreprises américaines continuent d'investir directement dans l'économie vietnamienne. En 2006, le secteur privé américain engage 444 millions de dollars au Viêt Nam dans l'investissement direct étranger. Ce nombre devrait augmenter de façon spectaculaire après l'adhésion du Viêt Nam à l'Organisation mondiale du commerce (OMC).
Les banques américaines ont également injecté cette année la 1,5 milliard de dollars dans les infrastructures vietnamiennes.
En 2015, les États-Unis sont au 7e rang des investisseurs au Viêtnam. Les exportations américaines de marchandises cette année la sont de 7,071 milliards de dollars et les importations d'origine vietnamiennes de 37,993 milliards USD.
Le Vietnam a envoyé 24 % de ses exportations vers les États-Unis en 2010 et 29 % en 2021, tout en augmentant la part de ses exportations vers la Chine, de 9 % en 2010 à 20 % en 2021. La valeur des exportations vietnamiennes vers les Etats-Unis ont presque doublé entre 2019 et 2022, passant à 127 milliards de dollars cette année.
Les deux pays sont parmi les signataires de l'accord de partenariat transpacifique avant le retrait décidé par le président Donald Trump en 2018.
En septembre 2023, les États-Unis sont le sixième pays a établir un partenariat stratégique global, le statut diplomatique le plus élevé du Vietnam.

## Domaine militaire

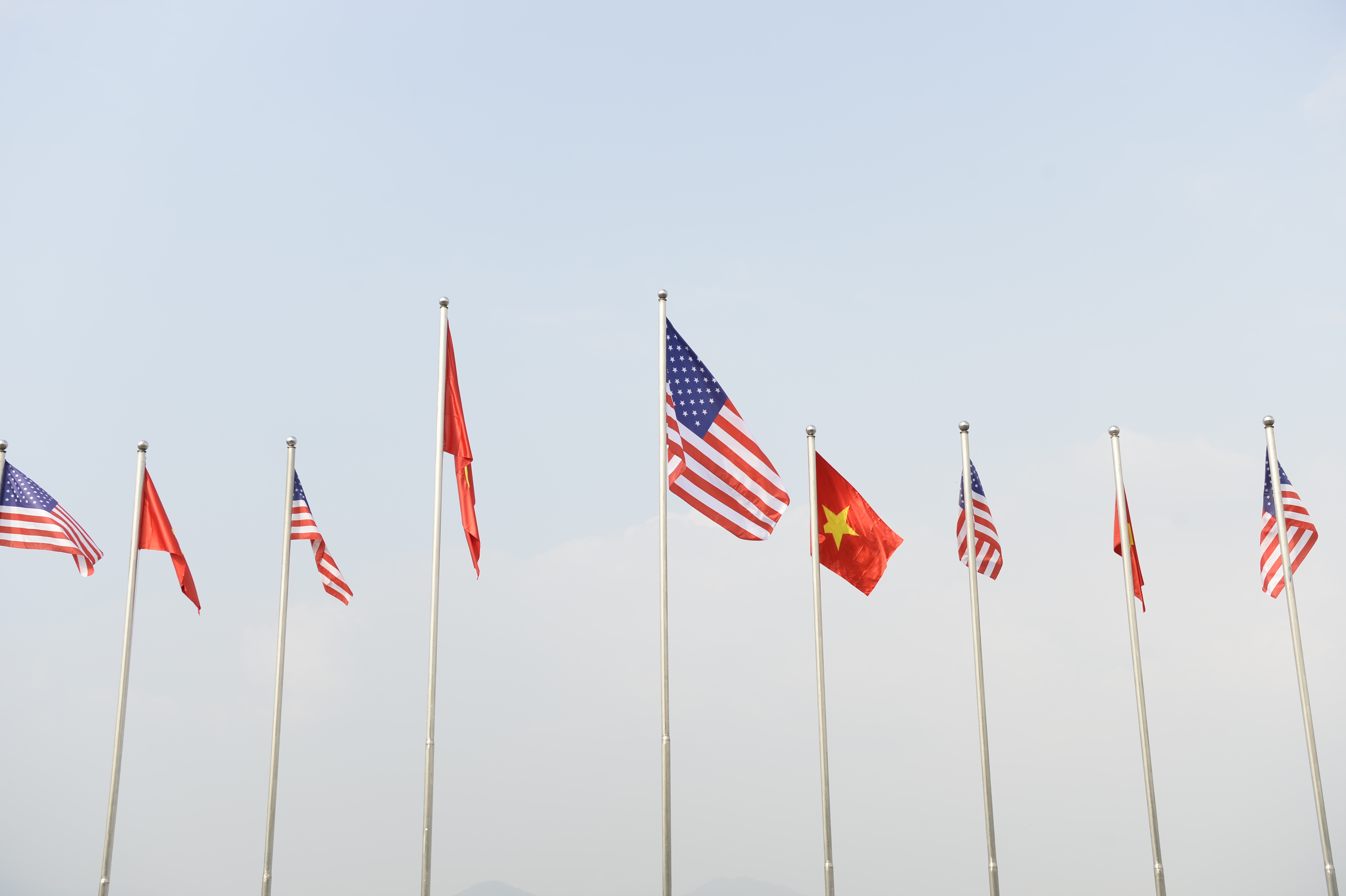
Drapeaux américains et vietnamiens.

La guerre du Viêt Nam est encore présente dans beaucoup de têtes à cause de l'utilisation de l'agent orange par les Américains. Cependant, une coopération a été établie entre les deux États concernant la Défense, la non-prolifération et la lutte contre le terrorisme. En 2007, 5 navires de l'United States Navy effectuent une visite au port de Đà Nẵng dont le porte-hélicoptères USS Peleliu (LHA-5), transportant un contingent multinational de personnel médical et du génie. 1 763 Américains sont par ailleurs toujours déclarés POW ou MIA selon le département de la Défense des États-Unis depuis la fin de la guerre du Viêt Nam. 
En octobre 2014, dans un mouvement visant à faire rapprocher les deux anciens pays ennemis et à contrer les actions « agressives » de la Chine dans le conflit en mer de Chine méridionale en cours entre la République populaire de Chine et le Viêt Nam, les États-Unis ont approuvé un assouplissement de l'embargo sur les armes au Vietnam qui avait été mis en place depuis 1984, pour l'aider à améliorer sa sécurité maritime.
En mars 2016, les forces américaines planifient d'établir des dépôts de matériel pour répondre à des crises humanitaires au Viêt Nam. Le 23 mai de la même année, une nouvelle étape majeure du rapprochement entre les deux pays est franchie à l'occasion d'une visite du président Obama à Hanoï annonçant que l'embargo américain sur les ventes d'armes à destination du Viêt Nam est levé.
Toutefois, selon l'historien Pierre Journoud, « la question de l’agent orange reste sensible entre les États-Unis et le Viêt Nam ».
En août 2021, la visite de la vice-présidente américaine, Kamala Harris au Vietnam est critiquée, surtout par des commentateurs de droite, pour son mauvais timing; concordant avec la débâcle américaine à Kaboul, largement comparé à l'offensive du Tet. Mais l’administration américaine souligne que le choix de ce pays résulte des défis géopolitiques à venir, loin du traumatisme de la chute de Saïgon en 1975. 

## Diaspora
Avant 1975, environ 3 000 vietnamiens résidaient aux États-Unis. Le recensement américain de 1990 fait état de 854 725 vietnamiens résidant sur le sol de cette nation, chiffre a priori sous-estimé, représentant plus de la moitié de la diaspora vietnamienne dans le monde. En 2000, on compte 1 169 672 viêtnamo-Américains et le recensement des États-Unis de 2010 en indique 1 737 433.

## Éducation
En 2013, 19 591 étudiants vietnamiens sont dans des universités aux États-Unis, deuxième pays d’accueil après l’Australie.

## Sondage
En juin 2015, 40 ans après la fin de la guerre du Vietnam, des sondages donnent 78 % de la population vietnamienne ayant une opinion favorable des États-Unis et 71 % favorable à leur stratégie militaire de « Pivot vers l'Asie », le plus haut taux à égalité avec les Philippines des dix pays pris en compte.

## Personnel diplomatique américain
[Quand ?]
- Ambassadeur — David Shear
- Consul-général — Rena Bitter

## Missions diplomatiques
L'ambassade des États-Unis au Viêt Nam au est situé à Hanoï. Le consulat général américain est à Hô-Chi-Minh-Ville. Le consulat général du Viêt Nam aux États-Unis est localisé à San Francisco. 
| Missions du Viêt Nam - Washington, D.C. (ambassade), - San Francisco (consulat), - New York (consulat), - Houston (consulat ouvert en 2010). | Missions des États-Unis - Hanoï (ambassade), - Hô-Chi-Minh-Ville (consulat). |